# Megachile felina
Megachile felina är en biart som beskrevs av Carl Eduard Adolph Gerstäcker 1857. Megachile felina ingår i släktet tapetserarbin, och familjen buksamlarbin. Inga underarter finns listade i Catalogue of Life.